# Tohonya-patak
A Tohonya-patak az Aggteleki-karszton ered, Borsod-Abaúj-Zemplén vármegyében. A patak Jósvafő településnél éri el a Jósva patakot. A patak a Nagy Tohonya-forrás vizéből kapja legnagyobb vízmennyiségét.

## Élővilága

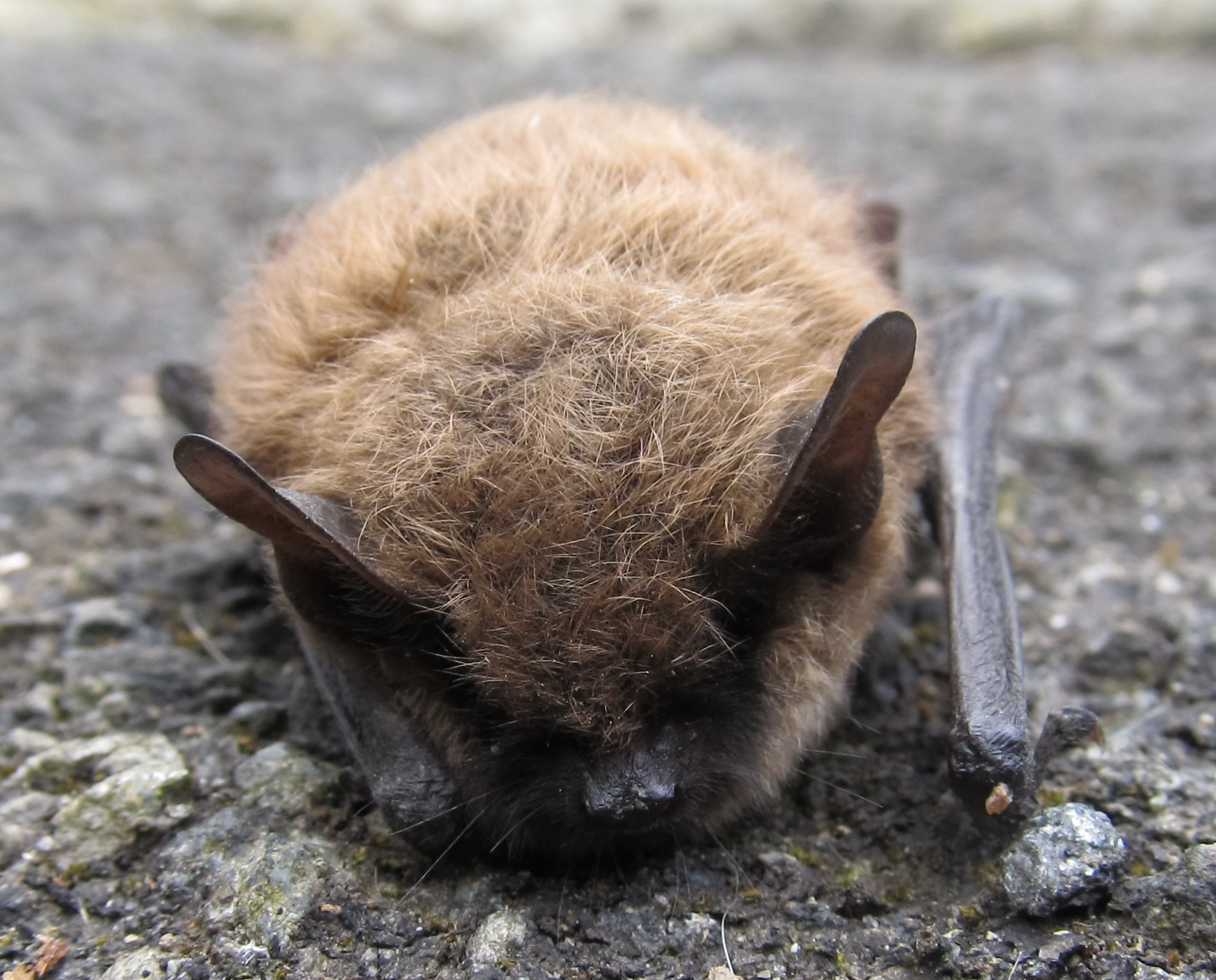
Egy bajuszos denevér

### Faunája
A patak menti területeken előfordul több védett és fokozottan védett természetvédelmi státuszú denevérfaj is, mint például a nagyfülű denevér (Myotis bechsteini), a bajuszos denevér (Myotis mystacinus), valamint a barna hosszúfülű-denevér (Plecotus auritus).
A patak forrásánál védett, bizonyos esetekben veszélyeztetett természetvédelmi státuszú, olykor ritka tegzesfajok élnek, mint például a Rhyacophila fasciata, a Plectrocnemia conspersa, az Annitella obscurata, a Chaetopteryx fusca, a Kis Tohonya-forrásban a Potamophylax nigricornis.

### Flórája
A patak környéke mintegy hegyi erdő sztyepp növényzettel bírnak, míg másutt gyertyános-tölgyesek találhatóak. A patak körüli növénytakaró részét képezi a halovány aszat (Cirsium olevacea), a rekettyefűz (Salix cinerea), míg az erdős részeken gyakori a gyertyán (Carpinus betulus), a kocsánytalan tölgy, (Quercus petraea), a mezei juhar (Acer campestre), valamint néhány hegyi szil (Ulmus glabra) és magas kőris (Fraxinus excelsior) is megtalálható. A cserjés erdőszéleket a mogyoró (Corylus avellana) uralja, ám gyakran előfordul még a veresgyűrű som (Cornus sanguinea) és a kökény (Prunus spinosa) is.